# Marques primitives des équidés
Pour un article plus général, voir Marques du cheval.

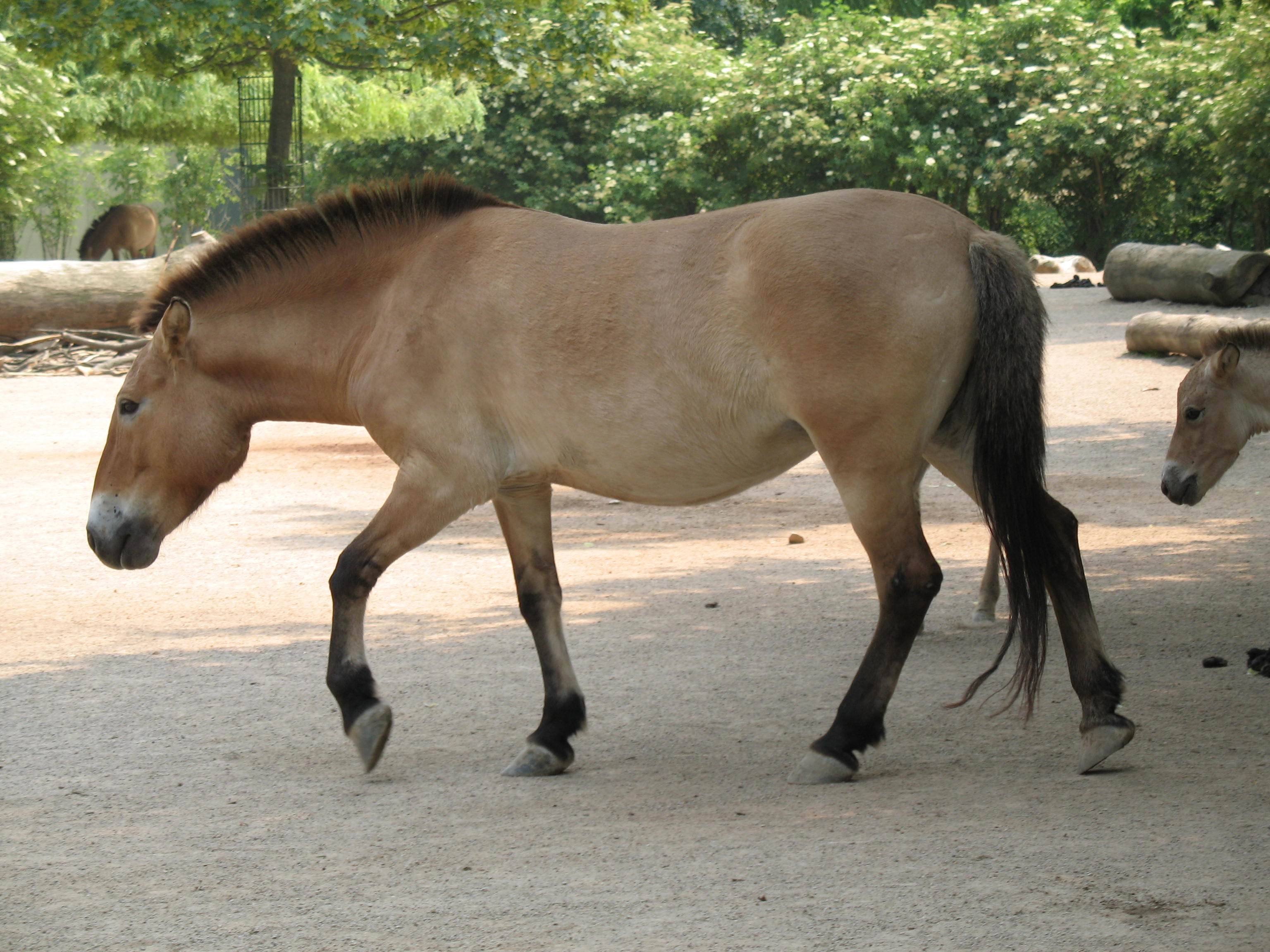
Le cheval de Przewalski est similaire en apparence aux ancêtres du cheval domestique.

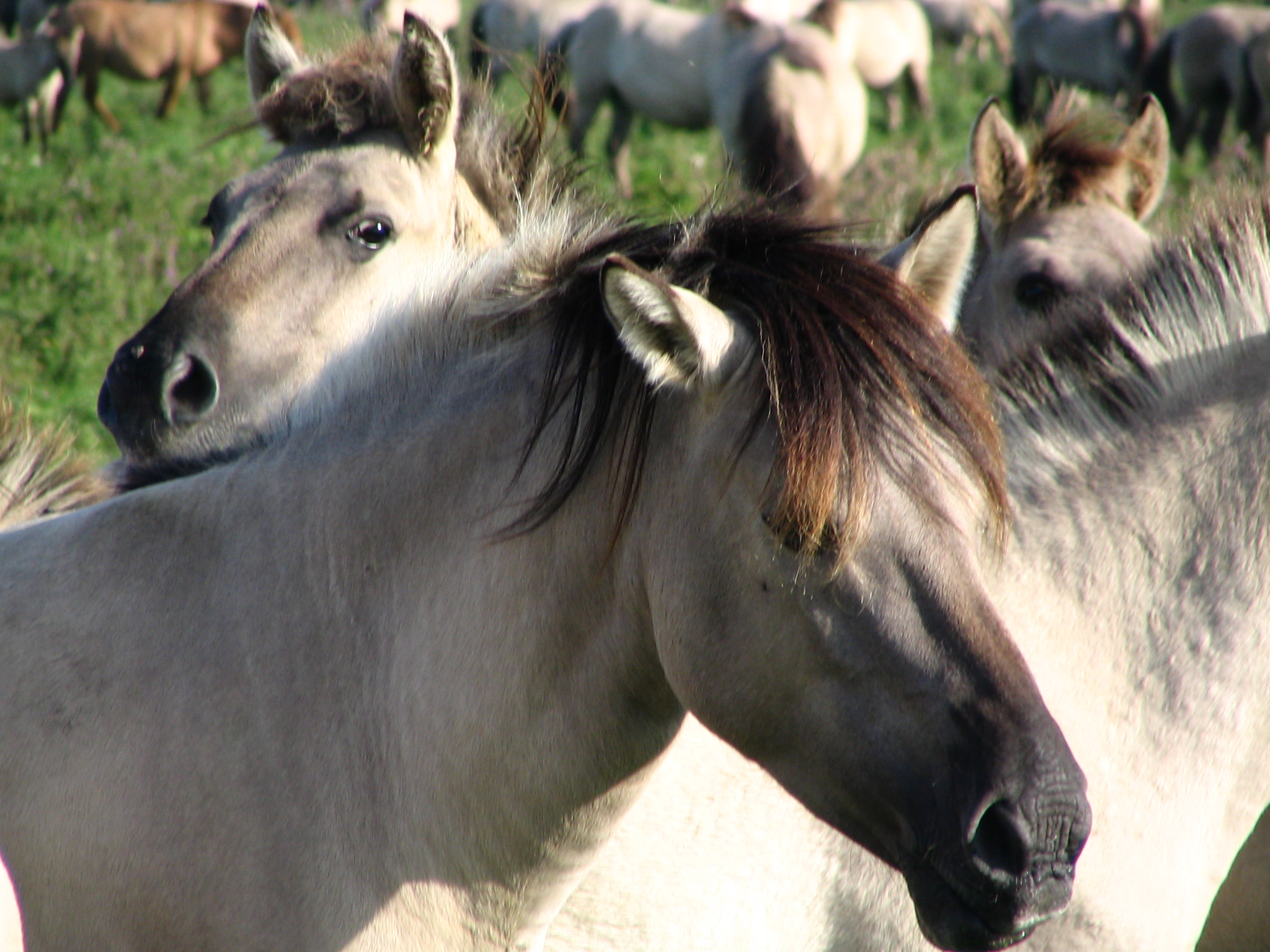
Un Konik, montrant la cap de maure et la crinière bicolore propres aux chevaux primitifs.

Les marques primitives des équidés sont une particularité de la robe du cheval et des autres équidés. Elles consistent en des marques noires ou claires aux localisations, propres aux races dites primitives, et principalement dues au gène dun. Tous les chevaux porteurs du gène dun possèdent au moins une raie de mulet, grande ligne sombre qui leur traverse le dos dans la longueur, la présence d'autres marques primitives étant variable. Les autres marques communes incluent des zébrures horizontales sur les membres, une bande cruciale (rayure transversale qui traverse la zone du garrot) et une bande de crins plus clairs dans la crinière et la queue, ordinairement noires.

## Origine
Le gène dun est révélateur d'un type primitif de robe, et peut être observé chez toutes les espèces du genre Equus. En particulier, le dernier cheval véritablement sauvage, le cheval de Przewalski, porte une robe baie dun et des marques primitives. Des races actuelles comme le Konik et le cheval de Heck sont proches du Tarpan maintenant éteint, et beaucoup sont de robe souris, elle aussi provoquée par le gène dun.
Alors que tous les chevaux porteurs du gène dun possèdent une raie de mulet, les autres marques primitives ne sont pas toujours présentes chez ces chevaux, particulièrement chez ceux qui portent le gène sooty et chez les poulains nouveau-nés. Les marques primitives du cheval sont un exemple d'atavisme : une préservation ou un retour au type ancestral. Les marques primitives sont en rapport étroit avec le gène dun, mais la variation des expressions et de la présence de ces marques chez des chevaux non-porteurs du gène dun suggère que ces marques sont elles-mêmes régies par un mécanisme génétique différent,.

## Raie de mulet

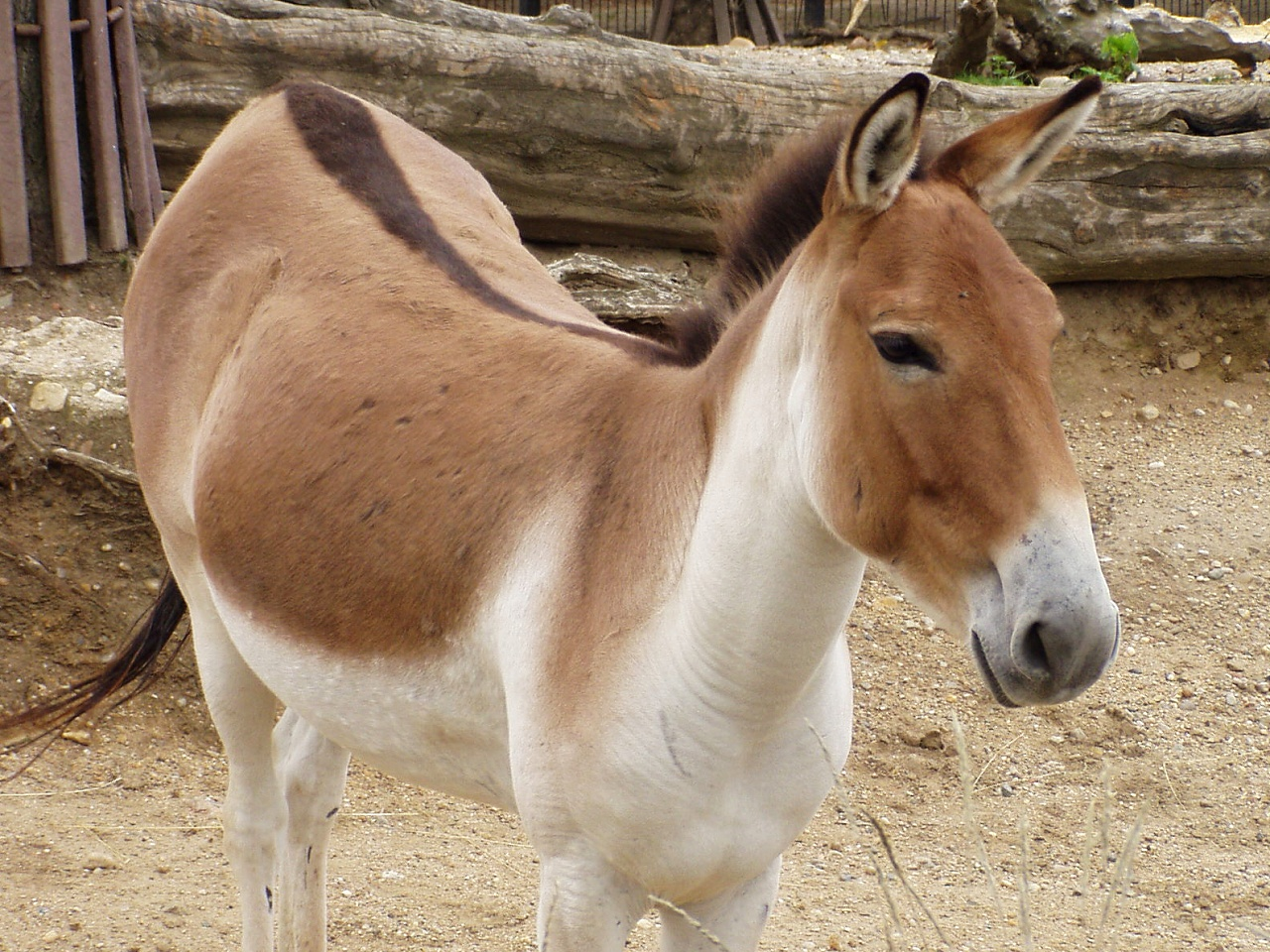
Les Kiangs portent une raie de mulet très large.

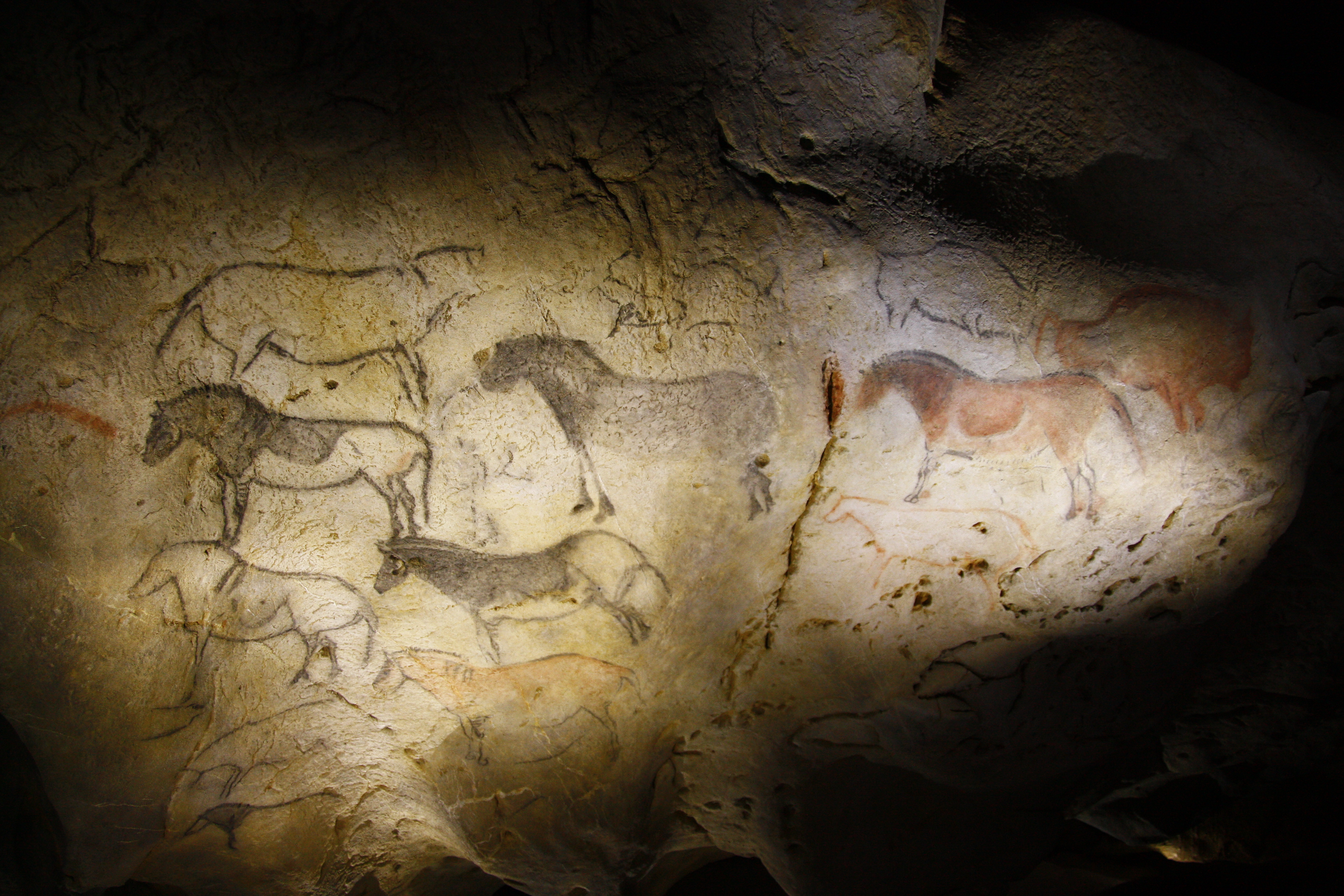
Chevaux à robes bipartites, grotte d'Ekain.

Nommée en anglais : eel stripe, spinal stripe, ou list, la raie de mulet consiste en une unique rayure sombre qui court le long du dos en suivant la colonne vertébrale, depuis les oreilles jusqu'à la queue. C'est la marque primitive typique. Les chevaux porteurs du gène dun la possèdent toujours et dans le cas de chevaux non-porteurs du gène dun, il n'y a aucune autre marque primitive possible sans présence de la raie de mulet.
Tous les autres équidés, à l'exception du zèbre de montagne, portent une raie de mulet bien distincte. La plupart des ânes domestiques ont une raie de mulet noire, bien qu'elle puisse être difficile à voir sur des individus mélanistiques. Chez l'âne sauvage d'Afrique, la raie de mulet est très mince mais bien distincte, et noire. Chez le cheval de Przewalski, elle est habituellement brun foncé, alors qu'elle est noire chez le Tarpan. Chez le zèbre des plaines, la bande dorsale est étroite et bordée de blanc, tandis que pour le zèbre de Grévy elle est assez bien marquée. Les bandes dorsales des Onagres et Kiangs sont brun foncé et particulièrement vives.
La raie de mulet renvoie à la couleur de robe originelle du cheval : celle qui est portée par des chevaux bais dun (donc d'apparence isabelle) peut être noire ou brune, tandis que celles des alezans dun sont nettement rouges. Les bandes dorsales des chevaux dun avec le gène crème ne semblent pas affectées par le crème : les chevaux noir réglisse, les isabelles et les palominos portent toujours une raie de mulet noire, brune ou rousse bien visible.

## Marques des membres

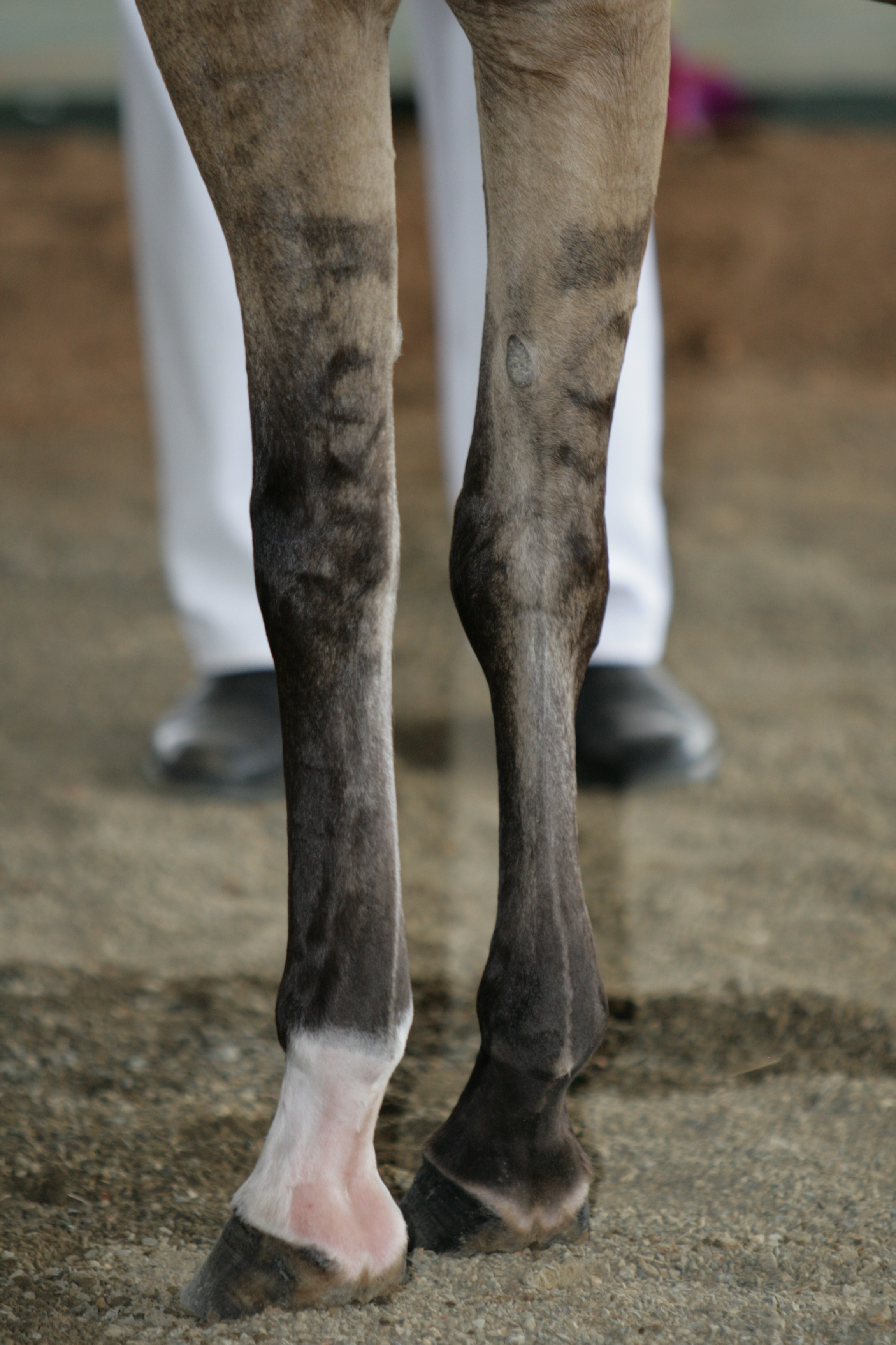
Zébrures sur les membres.

Nommées en anglais : zebra bars, tiger stripes ou garters, les zébrures des membres sont la particularité primitive la plus fréquente après la raie de mulet. Elles sont placées au-dessus du genou et du jarret en principe, et dépendent de la couleur de la robe. Celles des chevaux bais sont noires.

## Marques de la tête

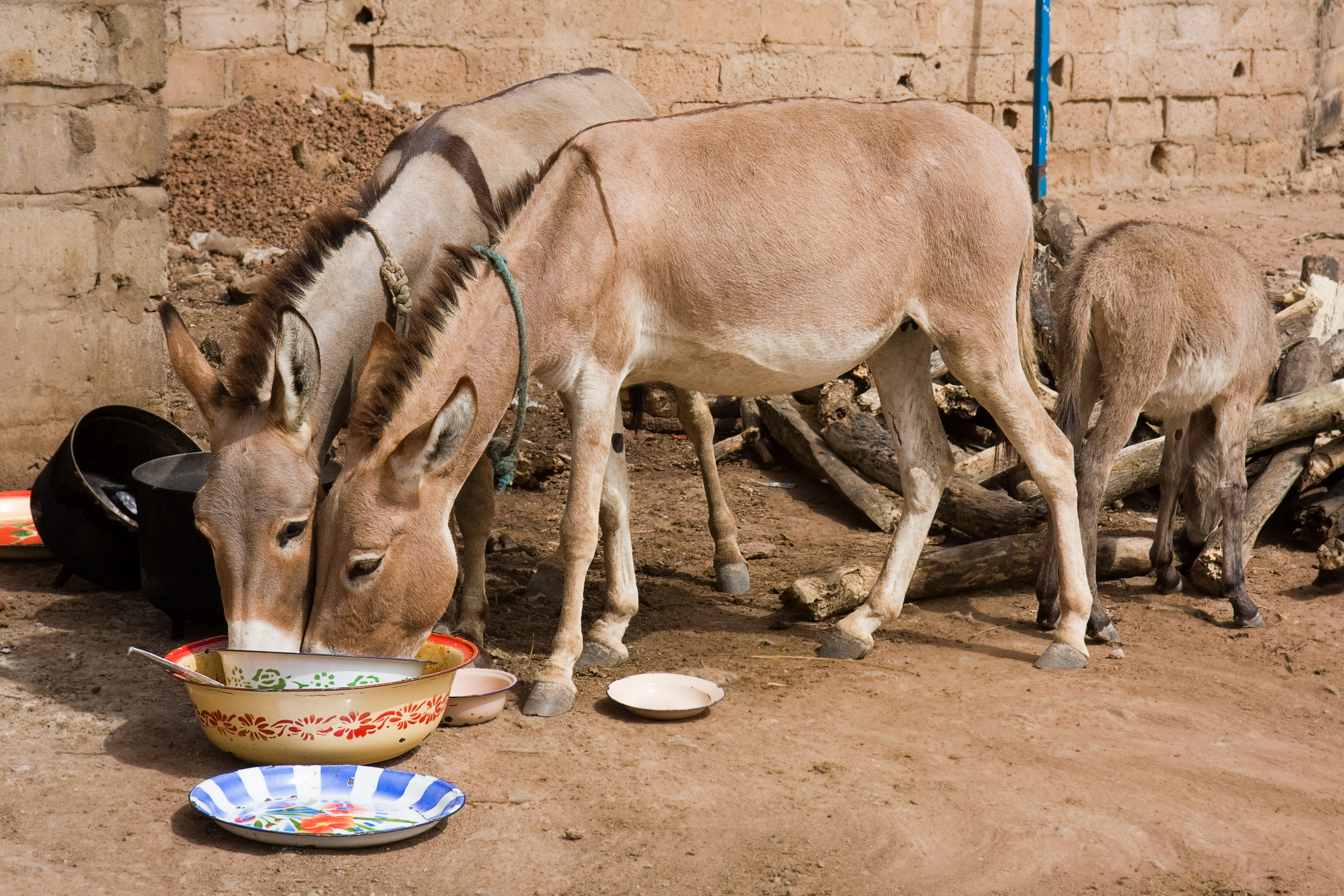
Ces ânes ont une raie de mulet et des bandes cruciales bien définies, le bord des oreilles sombre et des crins plus clairs dans la crinière.

Plusieurs marques primitives peuvent être présentes sur la tête d'un équidé. Le cap de maure, en anglais : face mask, est une zone de poils plus sombres dans la partie inférieure de la tête. Les oreilles peuvent être elles aussi marquées de poils sombres.

## Autres marques
Les chevaux avec des marques primitives possèdent également des marques orientées verticalement, qui peuvent être organisées sous forme de barres, rayures fines et taches. Bien qu'elles soient moins fréquentes que les zébrures des jambes.